# Torneo Internacional de la Ciudad de México
El Torneo Internacional de la Ciudad de México fue el nombre original del Campeonato Nacional Abierto de México de Bádminton que estuvo promovido tanto por la Asociación de Bádminton de México como por el Centro Deportivo Chapultepec.
El Torneo Internacional de la Ciudad de México fue una competición que se jugó en México, principalmente en las instalaciones del Centro Deportivo Chapultepec, al cual acudieron las mejores raquetas mexicanas de primera fuerza y varios jugadores internacionales de talla mundial como Erland Kops y Tan Joe Hok.
El primer torneo se jugó en 1949 y hubo cuatro ediciones más que se celebraron en 1952, 1958, 1959 y 1961.
A partir de 1964, el torneo cambió de nombre para llamarse oficialmente el Campeonato Nacional Abierto de México, en contraste con el Campeonato Nacional de México, donde acudían solamente jugadores mexicanos.
Posteriormente, en 2009, la Asociación de Bádminton de México decidió re-iniciar el conteo de este torneo, de tal suerte que la edición de 2014 está considerado como el quinto Campeonato Nacional Abierto de México.
El Campeonato Nacional Abierto de México es el torneo internacional de bádminton más antiguo en toda Latinoamérica y, por lo tanto, es una de las competiciones más importantes de bádminton en la región, junto con el Campeonato Panamericano de Bádminton y los Juegos Panamericanos.

## Ganadores
| Año           | Singles de varones | Singles de damas | Dobles de varones             | Dobles de damas                        | Mixtos                              |
| ------------- | ------------------ | ---------------- | ----------------------------- | -------------------------------------- | ----------------------------------- |
| 1949          | Ernesto Villareal  | Margaret Varner  | Ernesto Villareal Rubén Mejía | No hubo competición                    | No hubo competición                 |
| 1952          | Ernesto Villareal  | Pat Gallagher    | Ernesto Villareal Rubén Mejía | Shirley Fry Peggy Vilbig               | No hubo competición                 |
| 1958          | W. E. Berry        | Pat Gallagher    | W. E. Berry Michael Hartgrove | Mary Connor Mildred Sirwaitis          | Bert Fergus Mildred Sirwaitis       |
| 1959          | Teh Kew San        | Pat Gallagher    | Teh Kew San Lim Say Hup       | Carmela Martínez María Eugenia del Río | Manuel Armendariz Mildred Sirwaitis |
| 1962 detalles | Erland Kops        | Pat Gallagher    | Erland Kops Tan Joe Hok       | Pat Gallagher Carlene Starkey          | Manuel Armendariz Beulah Armendariz |

1. 1 2  Herbert A. E. Scheele ed., The International Badminton Federation Handbook for 1965 (Bromley, Kent, England: J. A. Jennings Ltd. 1965) p 212.

- Datos: Q26206573